# Bernard II (książę Saksonii-Meiningen)
Bernard II (ur. 17 grudnia 1800 w Meiningen, zm. 3 grudnia 1882 tamże) – książę Saksonii-Meiningen.

## Życiorys
Był jedynym synem księcia Saksonii-Meiningen Jerzego I i Ludwiki Eleonory Hohenlohe-Langenburg. Jego siostra Adelajda (1792–1849) została królową Wielkiej Brytanii, a siostra Ida (1794–1852) księżną Saksonii-Weimaru-Eisenach. Obie przeżył o blisko 30 lat. Na tron wstąpił po śmierci ojca 24 grudnia 1803. Do 1821 realną władzę regencyjną sprawowała jego matka.
11 lutego 1825 roku zmarł Fryderyk IV (1774–1825), ostatni przedstawiciel linii Saksonii-Gothy-Altenburga. Dokonano nowego podziału ziem. Dotychczasowy władca księstwa Saksonii-Hildburghausen książę Fryderyk został władcą księstwa Saksonii-Altenburga. Natomiast władzę nad Hildburghausen przejął Bernard II. W wyniku nowego podziału obszar państwa Bernarda II zwiększył się dwukrotnie. Dwukrotnie zwiększyła się też liczba mieszkańców. 23 sierpnia 1829 dał książę swoim poddanym nową konstytucję.
Wraz z wyjazdem siostry Adelajdy do Anglii i nowym kontaktom nastąpiło ożywienie życia gospodarczego w księstwie. W 1830 roku książę Bernard został odznaczony Orderem Podwiązki. Poprawa sytuacji gospodarczej sprzyjała rozwojowi miast, przyczyniła się do ustanowienia dworskiego teatru (Das Meininger Theater) oraz pozwoliła na budowę zamku Landsberg.
Współfundator Orderu Ernestyńskiego w 1833.

## Małżeństwo i rodzina
23 marca 1825 w Kassel poślubił Marię Fryderykę z Hesji-Kassel. Para miała dwoje dzieci:
- Jerzego II (1826–1914), księcia Saksonii-Meiningen-Hildburghausen

∞ 1. 1850 księżniczka Charlotta Hohenzollern (1831–1855),
∞ 2. 1858 księżniczka Feodora zu Hohenlohe-Langenburg (1839–1872),
∞ 3. 1873 Ellen Franz (1839–1923).
- Augustę(inne języki) (1843–1919)

∞ 1862 książę Maurycy z Saksonii-Altenburga (1829–1907).
W 1826 po śmierci ostatniego księcia Saksonii-Gothy-Altenburga odzyskał rodowe terytoria i używał odtąd tytułu książę Saksonii-Meiningen-Hildburghausen. 20 września 1866 abdykował na rzecz syna Jerzego.